# Венделл Мередіт Стенлі
Венделл Мередіт Стенлі (англ. Wendell Meredith Stanley; 16 серпня 1904, Риджвілл, штат Індіана — 15 червня 1971) — американський вірусолог і біохімік. Член Національної академії наук США (1941). З 1948 року — професор мікробіології Університету Каліфорнії (Берклі).

## Біографія
Американський біохімік Венделл Мередіт Стенлі народився в Ріджвіллі (штат Індіана), в сім'ї Клер (Плессінджер) і Джеймса Стенлі, видавців місцевої газети. Будучи школярем, Стенлі часто допомагав батькам, продаючи газети і працюючи в редакції. Після закінчення середньої школи в Ріджвіллі він вступив до Ерлем-коледжу в Річмонді (штат Індіана), де вивчав хімію і математику. Обдарований студент і відмінний спортсмен, Стенлі на останньому курсі був обраний капітаном футбольної команди і подумував про те, щоб стати тренером з футболу. У 1926 р., незадовго до закінчення Ерлем-коледжу, він побував в Іллінойському університеті з одним зі своїх вчителів з хімії, який представив його Роджеру Адамсу, викладачеві хімічного факультету університету. Захопленість Адамса наукою пробудила в Стенлі інтерес до наукових досліджень, і це привело його до аспірантури Іллінойського університету, де в 1927 р. він здобув магістерський, а в 1929 р. докторський ступінь, захистивши дисертацію про сполуки, які використовуються для лікування прокази.
Через рік після здобуття докторського ступеня, протягом якого Стенлі продовжував свої дослідження в Іллінойському університеті, йому була присуджена стипендія Національної науково-дослідної ради для роботи в області хімії у Генріха Віланда в Мюнхенському університеті. Після повернення на наступний рік у США Стенлі став асистентом у Рокфеллерівському інституті медичних досліджень (тепер Рокфеллеровській університет) у Нью-Йорку, проте в 1932 р. перейшов в інститутську лабораторію патології тварин та рослин у Принстоні (штат Нью-Джерсі). Тут він зайнявся вивченням вірусів, що викликають захворювання у рослин.
Помер учений від серцевого нападу 15 червня 1971.

## Наукова діяльність
Вперше віруси були виявлені в 1898 р. нідерландським ботаніком Мартінусом Віллемом Бейеринком, який повідомив, що тютюнова мозаїка — один з видів захворювань рослин — який спричинює носій інфекції значно меншого розміру, ніж найменша бактерія, — таким крихітним, що його не можна побачити під мікроскопом. Коли в 1932 р. Стенлі розпочав роботу, було відомо, що віруси здатні до відтворення і мутації і, за логікою речей, повинні представляти живі організми. Однак у той час здавалося сумнівним, що така малюсінька субстанція могла дихати, харчуватися і здійснювати інші функції обміну. Для початкового дослідження Стенлі вибрав вірус тютюнової мозаїки, який піддав дії ферментів трипсину і пепсину (незадовго до цього виділеного Джоном Х. Нортропом), а також понад 100 хімічних реагентів.
До 1934 р. Стенлі прийшов до висновку, що вірус тютюнової мозаїки складається головним чином з білка. Застосувавши метод Нортропа, він в 1935 р. отримав вірусний білок у кристалічному вигляді, а потім довів, що ці кристали можна розчинити, профільтрувати, очистити і знову кристалізувати, не руйнуючи їх здатності розмножуватися в рослинах і заражати їх. У наступному році він виділив із кристалічного вірусу тютюнової мозаїки нуклеїнову кислоту, а в 1937 р. два англійських вчених, Фредерік Ч. Боуден і Норман У. Пайра, встановили, що вірус тютюнової мозаїки є нуклеопротеїном (сполукою нуклеїнових кислот і білків).
Після того як США вступили в Другу світову війну, Стенлі було запропоновано увійти до складу комітету медичних досліджень Науково-дослідного управління США, що знаходиться у Вашингтоні. У наступні три роки він і його колеги отримали кілька штамів вірусу грипу і першу протигрипозну вакцину, за що Стенлі в 1948 р. був нагороджений Почесним дипломом президента.
Випадково зустрівшись в 1946 р. з президентом Каліфорнійського університету Робертом Спроулом, Стенлі дістав від нього пропозицію створити й очолити лабораторію з вивчення вірусів у Каліфорнійському університеті в Берклі, яку прийняв у 1948 році. Стенлі залишався в Берклі до кінця своєї наукової діяльності. Там він керував дослідженнями, спрямованими на подальше прояснення природи вірусів. Один з його колег, Хайнс Френкел-Конрат, довів, що білковий компонент вірусу є лише його «житлом», а його гени містяться в рибонуклеїновій кислоті (РНК). Ось чому Стенлі ніяк не вдавалося отримати генетичні зміни у вірусі тютюнової мозаїки шляхом зміни його білка.
Пізніше в ході своєї наукової діяльності Стенлі прийшов до переконання, що саме у вірусах криється причина багатьох видів ракових захворювань людини. Він також припускав, що віруси були першою формою життя на землі. На V з'їзді Іспанського біохімічного товариства, який відбувся в Саламанці (Іспанія), Стенлі представив доповідь про віруси пухлин.

## Нагороди
«За отримання в чистому вигляді ферментів і вірусних білків» Стенлі і Нортропу була присуджена половина Нобелівської премії з хімії в 1946 р. Інша половина премії була присуджена Джеймсу Б. Самнеру. У своїй Нобелівській лекції Стенлі відзначив, що з часу відкриття вірусу тютюнової мозаїки було встановлено понад 300 різних вірусів, включаючи ті, які спричинюють натуральна віспа, жовту гарячку, деякі тропічні хвороби, поліомієліт, кір, епідемічний паротит, вірусні пневмонії і звичайну застуду. «Нова галузь дослідження вірусу фактично поки тільки відкривається, — додав він, — і попереду ще багато роботи. Деякі основні … проблеми, які стосуються способу відтворення і мутації вірусу, вже знайшли певну форму. Їх рішення могло б дати надзвичайно цінну інформацію для біології, хімії, генетики та медицини».
Стенлі були присуджені: премія Альдера Гарвардського університету (1938), медаль Ніколса Американського хімічного товариства (1946) і нагорода за наукові досягнення Американської медичної асоціації (1966). Він був володарем почесних ступенів багатьох коледжів і університетів, включаючи Ерлем-коледж, Гарвардський, Єльський, Принстонський, Іллінойський університети і університет штату Індіана. Він був членом Американської академії наук і мистецтв, Американського товариства біохіміків, Американської асоціації сприяння розвитку науки, Американського хімічного товариства, Американського філософського товариства та Товариства експериментальної біології, а також іноземним членом наукових організацій Японії, Аргентини та Франції.

## Громадська діяльність
У 1950-ті рр.. членам факультету Каліфорнійського університету було запропоновано підписати присягу вірності США. Попри те що Стенлі, який був головою університетського комітету з проблем свободи наукової діяльності, сам охоче підписав цю присягу, він стійко захищав тих, хто відмовився це зробити, заявляючи, що така вимога є зазіханням на їхні права. Позиція Стенлі зіграла свою роль, і суд урешті-решт скасував цей захід.
Крім ведення дослідницької роботи та виконання адміністративних обов'язків, Стенлі ніс велике педагогічне навантаження, засідав у численних комісіях і комітетах. З 1951 по 1958 р. він був опікуном Міллз-коледжу, а з 1945 р. до самої смерті — радником Національного інституту охорони здоров'я. Він входив також до складу групи фахівців-консультантів Комісії з вірусних захворювань при Всесвітній організації охорони здоров'я (1951 — 1966), до Національної ради з ракових захворювань Державної служби охорони здоров'я США (1952 — 1956), в Національний науковий комітет з медичних досліджень (1955), до групи наукових консультантів при Національному інституті раку (1957 — 1958) і в консультаційний комітет при міністерстві охорони здоров'я, освіти і соціального забезпечення США (1967 — 1968).

## Родина
У 1929 р. Стенлі одружився з Меріан Степлз Джей, з якою познайомився, коли вчився в аспірантурі. У них було три дочки і син.